# Problepsis wilemani
Problepsis wilemani là một loài bướm đêm trong họ Geometridae.